# Sporting Club de Paris
Lo Sporting Club de Paris è una polisportiva francese con sede nel XIII arrondissement di Parigi. È affiliato allo Sporting Clube de Portugal, di cui ripropone gli stilemi e le divise da gioco.

## Storia

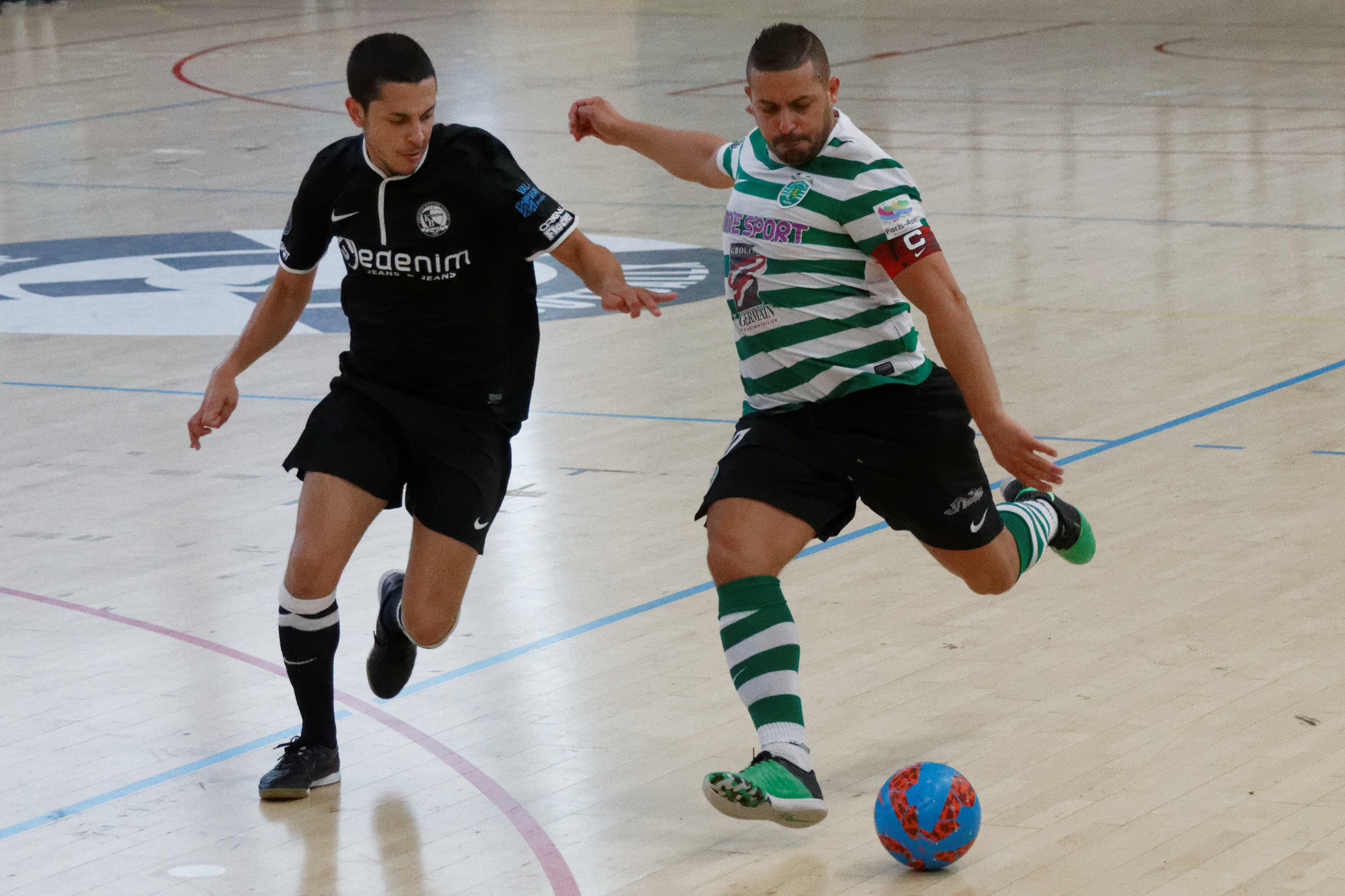

La polisportiva fu fondata nel 1983 come Association culturelle de Paris 13ème come circolo ricreativo della comunità portoghese per iniziativa di José Lopes de Sousa, ex giocatore dello Sporting Clube de Coimbrões. L'anno successivo la società assume la corrente denominazione in seguito dell'affiliazione allo Sporting Clube de Portugal. Se la squadra di calcio non si è mai spinta oltre i campionati locali, quella di calcio a 5 ha ottenuto maggiore rilevanza sia in ambito nazionale sia in ambito internazionale. Lo Sporting Parigi ha vinto per quattro volte la Division 1 (2011, 2012, 2013, 2014) e altrettante la Coupe de France (2010, 2011, 2012, 2013). A livello internazionale ha preso parte a quattro edizioni della UEFA Futsal Cup.

## Rosa 2014-2015
| N. |                       | Ruolo | Calciatore       |
| -- | --------------------- | ----- | ---------------- |
|    | Francia (bandiera)    | G     | Djamel Haroun    |
|    | Italia (bandiera)     | G     | Gabriel Miraglia |
|    | Francia (bandiera)    | G     | Yves Pichard     |
|    | Francia (bandiera)    | G     | Julien Royer     |
|    | Brasile (bandiera)    | G     | Lucas Diniz      |
|    | Francia (bandiera)    | P     | Jonathan Chaulet |
|    | Portogallo (bandiera) | P     | Pupa             |

| N. |                         | Ruolo | Calciatore         |
| -- | ----------------------- | ----- | ------------------ |
|    | Spagna (bandiera)       | P     | Juan Lopez Daza    |
|    | Brasile (bandiera)      | P     | Café               |
|    | Francia (bandiera)      | P     | Dario Mendes       |
|    | Francia (bandiera)      | P     | Alexandre Teixeira |
|    | RD del Congo (bandiera) | P     | Chimel Vita        |
|    | Francia (bandiera)      | P     | Kamel Hamdoud      |
|    | Francia (bandiera)      | P     | Mbare Dhee         |

## Palmarès
- Division 1: 4

2010-11, 2011-12, 2012-13, 2013-14
- Coppa di Francia: 4

2009-10, 2010-11, 2011-12, 2012-13